# Регионы Мальты
Мальта подразделяется на 5 регионов (англ. regions, мальт. reġjuni). Изначально в 1993 году 68 местных советов Мальты были объединены в 3 региона, что было закреплено в редакции конституции страны 2001 года: Малта-Маййистрал (29 советов), Малта-Шлокк (25 советов) и Гоцо (14 советов). В 2009 году два региона на главном острове были разделены на более мелкие четыре: в соответствии с Актом № XVI регион Малта-Маййистрал был разделён на Северный и Центральный регионы, а Малта-Шлокк — на Юго-восточный и Южный регионы.
В каждом регионе образован Региональный комитет (англ. Regional Committee, мальт. Kumitat Reġjonali), насчитывающий от 10 до 14 членов.

## Список регионов

### Существующие
| Регион        | Центр               | Крупнейший город    | Площадь, км² | Население, чел. (2014) | Плотность населения, чел./км² | Основан |
| ------------- | ------------------- | ------------------- | ------------ | ---------------------- | ----------------------------- | ------- |
| Центральный   | Сан-Джуанн          | Биркиркара          | 23,6         | 111 994                | 4700                          | 2009    |
| Гоцо          | Виктория            | Виктория            | 68,7         | 37 342                 | 540                           | 1993    |
| Северный      | Сан-Пауль-иль-Бахар | Сан-Пауль-иль-Бахар | 112,9        | 102 892                | 910                           | 2009    |
| Юго-восточный | Таршин              | Заббар              | 36,2         | 99 301                 | 2700                          | 2009    |
| Южный         | Корми               | Корми               | 78,9         | 93 897                 | 1200                          | 2009    |

## Упразднённые
| Регион           | Крупнейший город | Площадь, км² | Население, чел. (2005) | Плотность населения, чел./км² | Основан | Упразднён |
| ---------------- | ---------------- | ------------ | ---------------------- | ----------------------------- | ------- | --------- |
| Малта-Маййистрал | Биркиркара       | 163          | 227 117                | 1393                          | 1993    | 2009      |
| Малта-Шлокк      | Заббар           | 64           | 140 882                | 2201                          | 1993    | 2009      |